# Enfermero de área remota
Para las series de televisión, véase las series RAN Remote Area Nurse (televisión).
Un enfermero de área remota (RAN) sirve como profesional sanitario de atención primaria (enfermero) en áreas remotas de Australia, donde la densidad poblacional y la lejanía impiden la presencia de médicos permanentemente.
La RAN puede llamar para solicitar ayuda médica con el sistema hospitalario establecido o con el Flying Doctor Service.
- Datos: Q5670366